# 向忠发
向忠发（1879年—1931年6月24日），字仲发，笔名忠发、科发、拜发、独中、独用、特生、之夫，化名许白英、杨特生、余达强，祖籍湖北汉阳府汉川县，出生于江苏松江府上海县:5。曾任中共中央政治局主席、中共中央总书记，是中共中央主要负责人之一。
向忠发早年参与、组织京汉铁路大罢工，任湖北省总工会委员长。1928年，担任中国共产党中央政治局主席兼中共中央常委会主席，是名义上中国共产党的最高领导人（他也是中共早期为数不多真正出身于工人階層的黨員之一）。1931年6月，向忠发在上海被南京政府方面逮捕，随即叛变，于两天后被枪决。

## 生平

### 早年革命

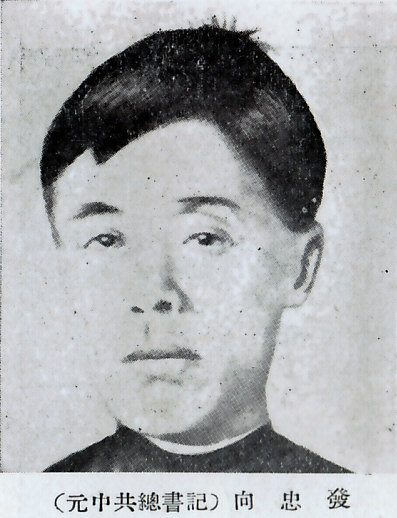
《支那-機構と人物》（1937年出版）上的向忠发肖像

向忠发出身贫寒家庭，幼年勉强读了5年私塾，辍学后随父母迁回湖北汉川。1894年14岁进入汉阳兵工厂（当时叫湖北枪炮厂，后又改名为湖北兵工厂）当第一批学徒。两年后，他因与工头顶撞而被工厂开除。在亲友的介绍下，向忠发进入武昌製钱局（后来改名为武昌造币厂）做工。1901年底，因原料价格上涨，武昌造币厂亏损严重，被迫停止生产。向忠发跟随王端阳学过拳术，经王端阳介绍，向忠发到江西九江，给富豪王家全担任仆人。辛亥革命后，随做淮盐船代驾，两年时间升为大副，掌管赣江商轮。因商船横闯关卡、殴打官员、撞坏盐道船只，江西官府通缉向忠发，之后他返回湖北家乡:16-19。三年后，由王家全介绍，在江汉造船厂工作，后进入汉冶萍公司，因较强的活动能力而被吸收参加当时的汉冶萍工人俱乐部。1921年，担任汉冶萍工人俱乐部副委员长。1922年，由许白昊介绍加入中国共产党，随即担任汉阳铁工厂工人俱乐部副委员长。
1923年2月，他参加了京汉铁路大罢工，随后与在武汉地区领导工人运动的项英和林育南取得联系，以轮驳工的身份出面掩护帮助共产党员和工人积极分子转入地下。由于工作颇有成就，向忠发在武汉地区颇有声望。1923年3月，他被推选为中共武汉区委执委会委员。6月，作为武汉党组织的代表参加了中国共产党第三次全国代表大会。1925年春，以武汉地区党组织代表的身份，出席了中国共产党第四次全国代表大会。同年底，因国共合作需要，他加入国民党。1926年，北伐战争中，向忠发与林育南、许白昊等组织工人罢工，支持北伐军作战。当时北伐军兵临武昌城下，向忠发等发动船工并组织用轮驳在长江中架起浮桥，使北伐军通过浮桥顺利过江。随后，他成立了湖北省总工会。他出任汉口市国民党部工人部长、湖北省总工会委员长（刘少奇、李立三、项英为副委员长），还兼任武汉工人纠察队总指挥。1927年，时任湖北省总工会执行委员会委员长的向忠发，给武汉临时联席会议（国民党、国民政府在国民革命武汉时期临时代行党政最高职权的组织）主席徐谦，发了一封公函（档案号：汉7134），要求为汉阳兵工厂几千工人的待遇问题：兵工生活已苦不堪言收入极其微薄，劳动强度却相当大，一般工作时间都在13小时以上，厂方还经常以各种借口强迫工人加班；因病不能上班者，不仅按天扣发工资，甚至还被罚款；军火生产有极大的危险性，但工厂没有采取相应的保护措施，工人的生命安全得不到起码的保障，工伤死亡事故不断发生。再加上当时湖北财政困难、物价飞涨，工人们只能进行大罢工，反抗残酷的压迫和剥削，谋求自身权益。
四一二事件后，向忠发积极策划反对中国国民党。随后在中共五大上，由于邓培在广州遇害，王荷波改任中央监察委员，苏兆徵和向忠发取代邓培和王荷波，进入中国共产党第五届中央委员会。向忠发当选为中共中央委员，之后担任中华全国总工会执行委员会委员，开始进入中共中央领导层。1927年7月，中共中央根据共产国际执行委员会指示，改组中共中央，成立临时常务委员会，罢免陈独秀，由瞿秋白担任中共中央总负责人。随后中共召开八七会议中，共产国际出面要求中共加强中国领导层的工人成分；向忠发也因此担任临时中央政治局委员，随后他从上海抵达莫斯科，经数月苏联及欧洲游历之后，在莫斯科出席赤色职工国际第四次大会，并当选为大会副主席。

### 苏联提拔
当时苏联十月革命十周年庆，各国共产党派代表团祝贺。而中共中央派出工农出身干部领队，按资历当推苏兆徵，而偏巧苏正养病，于是改派向忠发。之后向忠发在苏联受到斯大林接见，并受到共产国际重视。1928年2月，共产国际执行委员会第九次全会在莫斯科召开，中共代表团出席，他担任代表团秘书长，并参与起草《共产国际关于中国问题的决议案》并通过。他还当选共产国际执委会委员，出席赤色职工国际代表大会。
1928年7月，中共在莫斯科召開六届一中全会，他被推选为大会主席团成员。他发表《关于职工运动及讨论结论》，共产国际代表布哈林和斯大林纷纷表示赞同，并将向忠发区别于陈独秀、张国焘、瞿秋白、叶挺、毛泽东等人。在共产国际支持下，向忠发平步青云，瞿秋白则被免去中共中央总书记职务。7月19日，向忠发当选为中央政治局委员、政治局常务委员会委员；7月20日，被推选为中央政治局主席兼中共中央常委会主席，沿党内习惯称之为“总书记”。周恩来当选为中央常委、秘书长兼组织部长。尽管向忠发担任名义上的党内领袖，但之后很多时间中，中共实际负责人是周恩来。

### 领导中共
1928年9月2日，向忠发返回上海，主持中共中央工作。而当时掌握中共领导实权的是蔡和森，但蔡和森回到上海才十来天，中共顺直省委出现内乱与分裂:203。由于顺直问题牵涉到蔡和森，蔡和森为此向中央常委检查错误。1928年11月20日，中共中央政治局召开会议，会上李立三提议、向忠发赞成并获会议通过：取消蔡和森中央政治局委员、中央政治局正式常委及中央宣传部长职务，待二中全会批准或追认；但由于共产国际代表反对，中共六届二中全会并没有批准这个决议。此时蔡和森气喘病发作，不得不辞职、离开中央机关养病。1929年1月，蔡和森被调往莫斯科，参加中共驻共产国际代表团的工作。向忠发借此开除政治局常委蔡和森职位，并以李立三递补。因知识水准低，又缺乏领导与组织能力，以致向忠发大权旁落，一切方针由政治局常委兼宣传部长李立三及政治局常委兼军事部长周恩来两人代为决定。而1930年4月，周恩来去苏联向共产国际汇报工作时，向忠发逐渐听信时任中央常委兼宣传部长、农委书记李立三的建议，开始匆忙组建中央行动委员会，领导各地进行暴动。向忠发随后向共产国际、苏共请求支持建立苏维埃政权。共产国际知情后，迅速派遣周恩来、瞿秋白回国，于1930年9月召开中共六届三中全会，纠正李立三的错误。10月，
李立三被撤销政治局常委职务。
1930年12月，共产国际派王明回国，以取代李立三职位。向忠发对此表示积极赞同，之后王明担任中共中央政治常委，王明逐渐开始领导中共中央，而向忠发逐渐成为挂牌总书记。向忠发自知无力与王明比拼，遂与妓女杨秀贞姘居。1931年4月，顾顺章在武汉被国民政府逮捕，之后供出共产党机密，包括向忠发左手一指半截的特徵。5月中旬，中央机关恢复办公，发出第二百二十三号通知。中央政治局成员大多派往各根据地，留在上海的只有向忠发、王明、周恩来、卢福坦四人，人数已不过半，中央政治局会议和常委会议改变工作方式，实行分工负责，缩小工作范围:284。向忠发决定重建中央特科，并于6月10日，中央政治局召开常委会议，研究安全保卫工作，通过了《中央审查特委工作小结》，决定特科成立三人集体领导，分工负责，由中央常委领导和监督。特科设正副主任各一人，向忠发、王明、周恩来决定陈云做特科主任、康生担任副主任，潘汉年负责联络侦察工作:285。同时向忠发化名李科发，对外中断来往:286。
向忠发对毛泽东有着非同寻常的大恩。毛泽东在遵义会议上能够东山再起，完全得益于向忠发在总书记任上做出了两个对中共历史有重大影响的决定：一是向忠发以张国焘与毛泽东关系不太融洽为由，反对共产国际远东局让刚从苏联回国的张国焘出任苏区中央局书记，将其派到鄂豫皖苏区。结果是性格温和的周恩来出任苏区中央局局书记。二是向忠发提名被解除军权的毛泽东任中华苏维埃共和国临时中央政府主席，项英和张国焘任副主席。这为毛泽东日后政治上的发展和登上高位提供了巨大的机会。向忠发在一九三一年六月被捕叛变并被处死后。毛泽东感念其知遇之大恩，此后的几十年间从未说过向忠发的一句坏话。即使在文革期间，毛泽东把所有前共产党负责人和重要领导人：陈独秀、瞿秋白、李立三、罗章龙、王明、张国焘、博古、张闻天、高岗、彭德怀、刘少奇、林彪……全都大批一通，唯独对向忠发网开一面。

### 被捕被杀
1931年5月底，中共特科接到消息称，已经叛逃的顾顺章调查向忠发的住处，并因此要求向忠发立即搬家。当晚中央常委在周恩来家开会，决定向忠发留在周恩来家。但当晚向忠发突然决定回家，并住进了德华旅馆。6月22日上午9时，向忠发前往英国商人在法租界开办的泰勒租车行，准备租汽车返回其在小沙渡路的住所时，被陈立夫与顾顺章布局的国民党特务人员和租界巡捕抓获，后被押往嵩山路巡捕房，又被转到卢家湾巡捕房政治部:292。中午12点，周恩来、王明、博古在聂荣臻家开会，得知向已被捕。周恩来、陈赓等人商议营救被捕的向忠发，送给杨度五万元银行存折，并求助杜月笙。但两小时后，杨度退回五万元存折，杜月笙亦称是南京直接派人来捕获无力營救。
6月23日，向忠发被国民政府方面引渡，押解到位于龙华的淞沪警备司令部:304。被捕后，随即供出陈琮英（任弼时之妻）和杨秀贞的住址，两人随后被捕:305。之后供出恒吉里1141号中共秘密机关，致使张纪恩、张越霞被捕:305。而周恩来、瞿秋白则闻讯转移:305。6月24日凌晨3点，向忠发被处决。当时向忠发被转移到龙华后，警备司令熊式辉立即向南京蒋介石发电，但因蒋介石在庐山，又转到庐山；蒋介石看后立即下令“就地枪决”。向忠发供出中共等信息后，熊式辉再发第二个电报，蒋介石改下令暂缓处决，但第一个电报已经执行了:286-287。而由于向忠发在上海被捕叛变，上海的中共地下党组织遭到根本性破坏，促使中共中央不得不决定逐步向江西中央苏区转移。

## 评价
关于向忠发叛变，主流观点（包括当事人邓颖超、周恩来、陈琮英）认为向忠发的确叛变了:284，黄慕兰最先向中共中央举报了这一信息，使周恩来等及时的转移。向忠发在上午九时被捕，下午经受不了电刑:305，就跪地求饶，供出了中共中央的秘密机关和许多领导人的秘密住所。向忠发死后，周恩来派潘汉年调查抄录向忠发在审判时的口供。中央特科通过打进淞沪警备司令部做法文翻译的鲍文蔚和情报科欧阳新的关系，以及上海社会局长吴醒亚属下吴汉祺去找录事，许以重金，设法偷录向忠发的口供。周恩来看过这份口供，开始曾经怀疑这些是国民党伪造的。但经他研究后，认为很多机密只有中央少数人知道，却都出现在口供中，因此肯定了向忠发确已叛变。
曾在中统任职的徐恩曾认为向忠发是被人出卖而被捕的，被捕后曲膝跪地求情并说出四个共产党的重要指挥机关的所在地，他没有工作能力，他在共产党内所担任的职务实际上是李立三的傀儡。向忠发被捕后立即屈膝投降，而其姘头杨秀贞并未讲陈琮英的共产党员身份，看到同时关押在狱的关向应等，也未向敌人报告:286-287。1972年6月，周恩来在一次内部讲话中称，“向忠发弄了一个妓女杨秀贞，吃喝玩乐”“敌人抓到妓女，她还不承认向忠发是党员”“可是向忠发被抓到，立即承认自己是党员，叛变了”“向忠发节操还不如个妓女”:286-287。但有少数学者认为向忠发未曾叛变，经过刑讯逼供，死于电刑，《前共党中委兼总书记向忠发的自供》很有可能为伪作。另有说法认为向忠发是被上海警备司令部下令枪决的。
1970年代末，随着文化大革命结束、中共党史资料徵集工作开始，关于向忠发是否叛变的问题，引发了新的争议。1979年9月，上海历史研究所的李华明、沈亿琴采访了时任中共中央机要处主任张纪恩，整理出《周恩来同志在上海革命活动片段及其他》，张纪恩在文中提出四点，包括“被破获机关在之前一天已感到会出问题，与向忠发叛变与否并无关系；向忠发知道之后被捕四人是中共党员，但四人均未直接因向忠发工作关系而被牵连，之后也无人被牵连入狱；向忠发死后流传千字供词可能是假；监狱中被捕的关向应、余昌生并未暴露。”:326-327之后当时的中共中央秘书处处长、陈独秀的前秘书黄玠然也在《党的六大前后若干历史情况》中提到相同的怀疑。两篇文章发布后，引发巨大争议，当事人之一的陈琮英表示她亲眼看到向忠发卑躬屈膝出卖中共党员；朱端绶、李沐英也认同向忠发叛变属实。但是争议不断扩大，1980年4月28日，全国政协副主席李维汉在湖南党史工作者座谈会上也提到此事，认为当时中共革命历史复杂，值得把此事研究讨论。全国政协主席邓颖超在看到黄玠然文章后，认为事实不符，约谈后将情况沟通，黄玠然最终认同邓颖超的观点（即周恩来结论）:330-332。1989年，邓颖超写《关于向忠发叛变问题》文到《中央党史研究》。邓颖超在发表之前，交给陈云审阅。陈云是当时中央特科负责人，参与了向忠发事件的调查与事后处理。在阅读完邓颖超文章后，签注表示赞同邓颖超的意见:328-332。
因为被定性为叛变，向忠发长期都被评价定位为“流氓无产者”、“大字不识几个，连文件也看不了”、“利用职权大搞特殊化，追求个人的物质享受”、“贪污了党的很多经费，吃喝嫖赌什么都干”……不过，现在权威著作中，说法有了一些改变。比如，“流氓无产者”的说法变成承认是个工人，至少是“仗着老工人的牌子才被捧上总书记的位子”；关于“大字不识几个，连文件也看不了”换成了“理论水平低，工作能力也差，不具备当领袖的才能”；关于“利用职权大搞特殊化，追求个人的物质享受”、“贪污了党的很多经费，吃喝嫖赌什么都干”之类则被简单概括为“追求生活安乐，跟妓女姘居”。

### 评传
- 熊廷华，2016年，《向忠发的浮沉人生》，陕西人民出版社
- 李戡， 2019年，《向忠發與中國共產革命》，香港城市大学出版社

## 家庭
向忠发曾娶湖南省湘潭刘秀英为妻，有一子。1928年底向忠发从苏联返回上海后，经党组织周密安排，将其妻儿由武汉接到上海。但向忠发与妻子关系不佳、因此分居，改以古董商人为掩护，与妓女杨秀贞一起，在法租界善钟路附近楼房中姘居。